# Minilentus dubius
Genre
Espèce
Synonymes
- Pseudodiphascon dubius Schuster & Toftner, 1982

Minilentus dubius, unique représentant du genre Minilentus, est une espèce de tardigrades de la famille des Macrobiotidae. 

## Distribution
Cette espèce est endémique de République dominicaine.

## Publications originales
- Guidetti & Pilato, 2003 : Revision of the genus Pseudodiphascon (Tardigrada, Macrobiotidae), with the erection of three new genera. Journal of Natural History, vol. 37, no 14, p. 1679-1690.
- Schuster & Toftner, 1982 : Dominican Republic Tardigrada. Proceedings of Third. International Symposium on the Tardigrada, East Tennessee state University Press, p. 221-236.